# غوندو ويجوجو
غوندو ويجوجو مواليد 23 يونيو 1945، هو لاعب كرة مضرب إندونيسي.

## روابط خارجية
- غوندو ويجوجو على موقع رابطة محترفي التنس (الإنجليزية)
- غوندو ويجوجو على موقع الاتحاد الدولي لكرة المضرب (الإنجليزية)
- غوندو ويجوجو على موقع كأس ديفيز (الإنجليزية)
- غوندو ويجوجو على موقع خلاصة التنس.كوم (الإنجليزية)